# Sebastian Soto
Sebastian Guerra Soto (ur. 28 lipca 2000 w Carlsbad) – amerykański piłkarz chilijskiego pochodzenia występujący na pozycji napastnika w reprezentacji Stanów Zjednoczonych. Wychowanek Realu Salt Lake, w trakcie swojej kariery grał także w takich zespołach, jak Hannover 96, Telstar, Norwich City, FC Porto B, Livingston oraz Austria Klagenfurt.